# Saint-Estèphe (Weinbaugebiet)
Saint-Estèphe ist ein klassifiziertes Weinbaugebiet im Bordeaux, Frankreich mit insgesamt 1250 Hektar Fläche. Die Gemeinde Saint-Estèphe ist die nördlichste der vier Orts-Appellationen; die anderen Orts-Appellationen des Médoc sind Pauillac, Saint-Julien und Margaux.
Von den über fünfzig Weingütern in Saint-Estèphe gehören fünf Güter zu den Grand-Cru-zertifizierten. Dies sind Château Cos d’Estournel und Château Montrose, beide 2ième Grand Cru und im Süden nahe der Ortsgrenze zur Nachbar-Gemeinde Pauillac gelegen, Château Calon-Ségur (3ième Grand Cru), Château Lafon-Rochet (4ième Grand Cru) und Château Cos Labory (5ième Grand Cru).
Die Weine von Saint-Estèphe werden allgemein als etwas kräftiger, säurehaltiger und strenger befunden als die anderen Weine von der Médoc-Halbinsel; schon winzige, kleinklimatische Verschiebungen weniger Kilometer lassen sich im Wein erschmecken. Viele Weingüter bringen darum auch mehr von der früher ausreifenden Merlot-Rebe in ihre Cuvées ein, was die Weine runder, süffiger und früher trinkreif macht.

## Geologische Verhältnisse

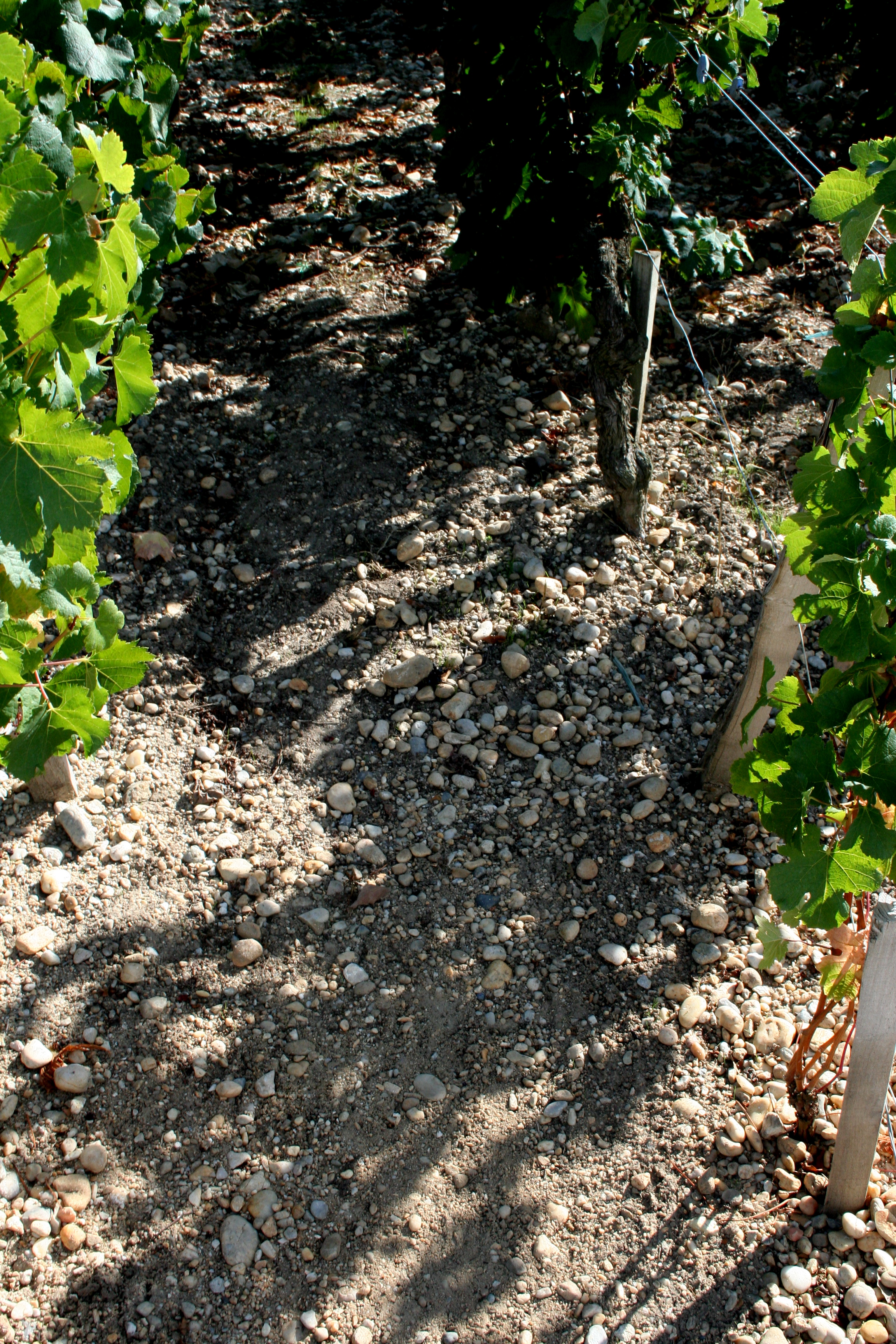
Typisches Terroir Typ Terrasse 3

Die an die Erdoberfläche tretenden Gesteinsschichten stammen aus sehr unterschiedlichen geologischen Zeiten. Geologisch für den Weinbau relevant werden im Médoc fünf angeschwemmte Terrassen unterschieden, von denen in Saint-Estèphe jedoch nur drei vorkommen. Hinzu kommen – vor allem im Osten – Gebiete, in denen Grundgestein zutage tritt.
Mit zwei Drittel vorherrschend ist, wie im Graves, die ca. 650.000 Jahre alte terrassierte Gesteinsschicht, die aus grobem Kies und Kiesel aus Quarz sowie aus Quarzit, der mit Sand und Ton und in einigen Bereichen mit gelbem Lehm beschichtet ist. Sie wird als Terrasse 3 bezeichnet. Diese Formation erreicht eine Höhe von 26 Metern. Zu finden sind diese Gebiete zwischen Saint-Estèphe und Château Cos entlang der D2E3 sowie zwischen Pez und Rochet entlang der D2, jeweils in Nord-Süd-Richtung, aber nicht in den Talkerben.
Wesentlich weniger verbreitet sind die als Terrasse 4 genannten Formationen, die der Terrasse 3 zum Ufer der Gironde hin vorgelagert sind und nur 12 bis 16 Meter Höhe erreichen. Sie sind vor etwa 500.000 Jahren entstanden und bestehen aus in gelblich-braunen Ton eingelagerten Kies. In erster Linie profitieren die Châteaux Meyney und Montrose sowie einige andere im Ort Saint-Estèphe angesiedelte Betriebe von diesem hervorragenden Terroir.
Noch näher zum Ufer hin befinden sich die 300.000 Jahre alten Terrasse 5-bezeichneten Bereiche, die aus Sand-Kies-Lehm-Gemisch bestehen. Sie beginnen dort, wo das Marschland des Mündungstrichters endet. Wenige Meter unter dieser Auflage können die Wurzeln der Rebstöcke den als „Calcaire de Saint-Estèphe“ bekannten Kalkstein erreichen. Dieser Kalkstein tritt auch an anderen Stellen der Gemeinde zutage, insbesondere in den östlichen Teilen.
Im südwestlichen Teil des Anbaugebietes befinden sich Böden aus dem Oligozän, dessen Basis überwiegend aus Mergel, Kalkstein-Kies-Agglomerationen, Kalkstein und Seestern-Fossilien, den sogenannten „Calcaire à astéries“ oder einem Mergel-Ton-Gemisch besteht. Diese bilden das Substrat der Anschwemmungen des l'Hôpital de Mignot-Hügels, der sich bis zu 30 Meter erhebt.

## Weingüter und Weindörfer

### Der Südosten

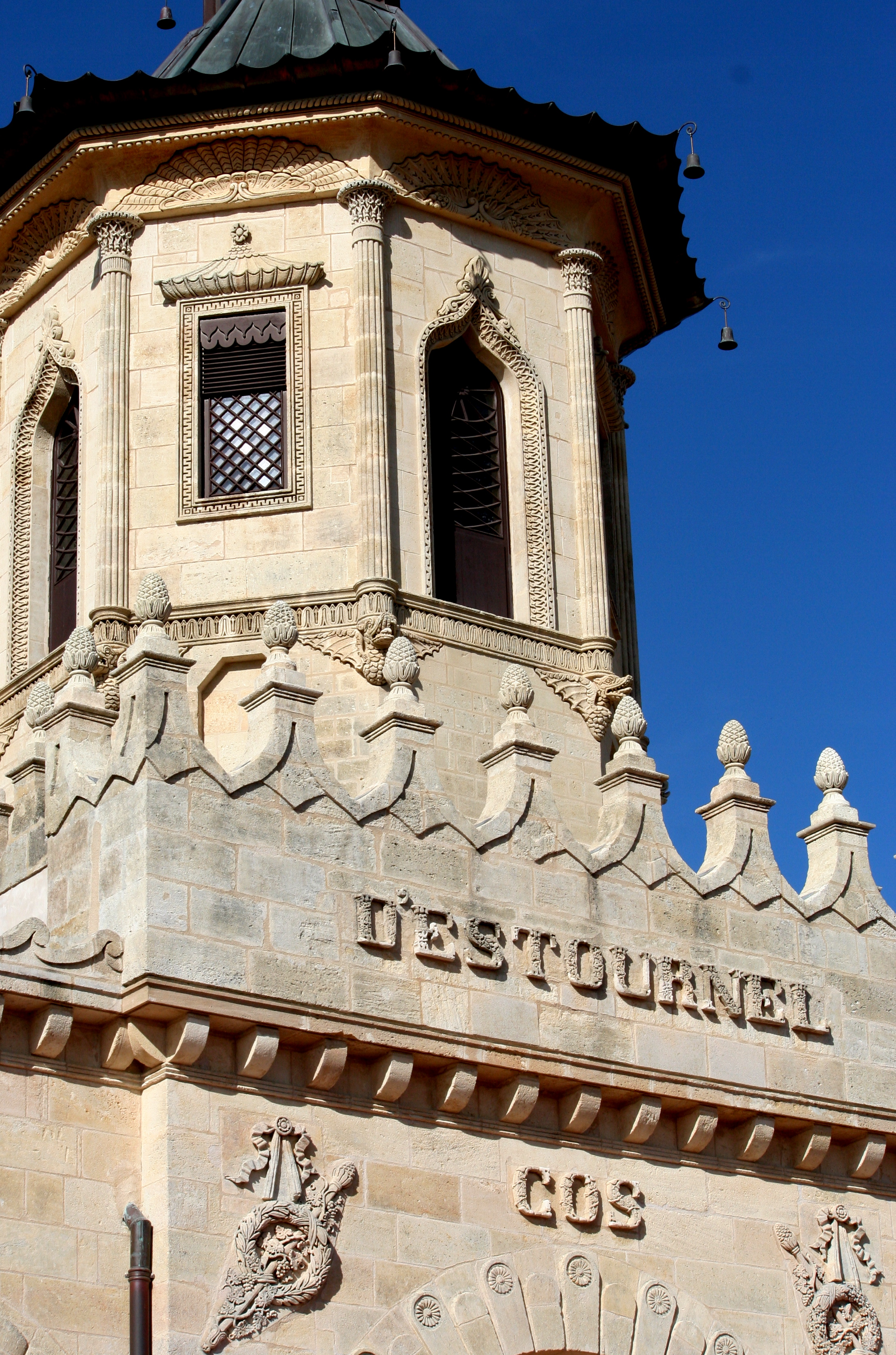
Château Cos d’Estournel

Als Wiege des Weinbaus im Médoc gilt Château Meyney wenige Kilometer südlich von Saint-Estèphe, etwas oberhalb der Gironde gelegen. Bereits zu römischer Zeit soll hier Wein angebaut worden sein. Man weiß jedoch sicher, dass hier im 13. Jahrhundert ein Priorat existiert hat, dessen Besitztümer Calon (Château Calon-Ségur) einschloss, das autark vom Anbau von Feldfrüchten und Wein gelebt hat. Spätestens im 17. Jahrhundert erkannten die Mönche den Wert des Landes und spezialisierten sich auf Weinausbau. Das Weingut Meyney gilt daher als Pionier der modernen Weinwirtschaft.
- Château Meyney hat heute eine Größe von 50 Hektar. Die Rebvarietät ist 65 % Cabernet Sauvignon, 30 % Merlot, 5 % Petit Verdot. Zweitwein: Prieur de Meyney.[1]

Das wenig südlich auf einer Terrasse gelegene Château Montrose war ursprünglich Heideland, war mit Rosen bestanden (deshalb Montrose, „Rosenhügel“) und wurde ursprünglich Lande de l’Escargeon („Schneckenheide“) genannt. Heute steht das Weingut oft stellvertretend für die Spitzenweine von Saint-Estèphe, dessen Bodenverhältnisse aus Ton und Sand bestens für den Weinanbau geeignet sind.
- Château Montrose hat 72 Hektar Landbesitz in Weinbewirtschaftung, davon 60 % Cabernet Sauvignon, 35 % Merlot, 4 % Cabernet Franc, 1 % Petit Verdot. Zweitwein: Dame de Montrose.

Die beiden Ansiedlungen Haut-Marbuzet, auf einer Kuppe gelegen, und German im Tal bilden zusammen ein Weiler, in dem drei Châteaux Wein produzieren:
- Château Haut-Marbuzet (76 Hektar; 50 % Cabernet Sauvignon, 40 % Merlot, 10 % Cabernet Franc). Weitere Weinmarken: Château Mac-Carthy; Château Tour de Marbuzet; Château Chambert-Marbuzet
- Château La Croix de Marbuzet (7,5 Hektar; 60 % Merlot, 40 % Cabernet Sauvignon). Private Bewirtschaftung. Zweitwein: Château Sigognac
- Château Le Crock (33 Hektar; 60 % Cabernet Sauvignon, 25 % Merlot, 10 % Cabernet Franc). Zweitwein: Château la Croix Saint-Estèphe

Etwas südlich von Marbuzet-German, dort, wo die D2 von Pauillac kommend das Gebiet von Staint-Estèphe zuerst berührt, liegt der Weiler Cos. Hier befinden sich die beiden Grand-Cru-Weingüter Cos d’Estournel und Cos Labory. Die Bezeichnung „Cos“, die bis zum Beginn des 19. Jahrhunderts noch Caux geschrieben wurde, bedeutet auf Alt-Gaskonisch „Haufen von Steinen“. Eine sehr ausgeprägte Rinne, in der der Bachlauf Jalle du Breuil in Richtung Osten fließt, trennt die berühmten Weinberge von Château Lafite-Rothschild und Cos d’Estournel und ermöglicht auf natürliche Weise eine hervorragende Drainage. Der Weiler Cos wird auf besondere Weise von den beiden Grand-Cru-Châteaux geprägt: Cos d’Estournel durch seinen exotischen Stil, einer Art indischen Tempel, und Château Labory durch seine opulente Fassade und seit mehreren Generationen im bürgerlichen Besitz der Familie Audoy.
- Château Cos d'Estournel 2ième Grand Cru Classé (91 Hektar; 60 % Cabernet Sauvignon, 40 % Merlot). Zweitwein: Les Pagodes de Cos.
- Château Labory 5ième Grand Cru Classé (18 Hektar; 55 % Cabernet Sauvignon, 35 % Merlot, 10 % Cabernet Franc). Zweitwein: Charme de Cos Labory.

### Süden und Westen
Nur wenig östlich, schon zur Ortschaft Blanquet gehörend, befindet sich das
- Weingut Château Lafon-Rochet. Roches ist das Wort „Felsen“, die hier überwiegend den Boden bedecken. Dieser gelb-ockerfarbene Fels ziert die Mauern des Schlosses und die Wände der Keller. Château Lafon-Rochet 4ième Grand Cru Classé (45 Hektar; 55 % Cabernet Sauvignon, 40 % Merlot, 3 % Cabernet Franc, 2 % Petit Verdot). Zweitwein: Les Pélerins de Lafon-Rochet.

Im Weiler Blanquet gibt es zwei Weingüter, die zu den Cru Bourgeois gehören: Im Osten
- Château Andron Blanquet mit 16 Hektar und ein Rebspiegel 62 % Cabernet Sauvignon, 25 % Merlot, 13 % Cabernet Franc; Zweitwein: Château Saint-Roch. Westlich der Ortslage befindet sich das aus dem 16. Jahrhundert stammende
- Château Lilian Ladouys mit 47 Hektar (52 % Cabernet Sauvignon, 43 % Merlot, 5 % Cabernet Franc). Der Zweitwein wird unter den Namen La Devise de Lilian und Château La Rousselière vermarktet. Obwohl der Ort inmitten der Terrasse 3 liegt, charakterisiert der Name Blanquet die weiße Farbe, die sowohl vom hier vorherrschenden Kalkstein als auch den vom ehemaligen Schwemmland stammenden Kies stammt. Aus diesem Stein sind viele Gebäude in Saint Estèphe errichtet, so der alte Bahnhof, die Kirche und das Rathaus.

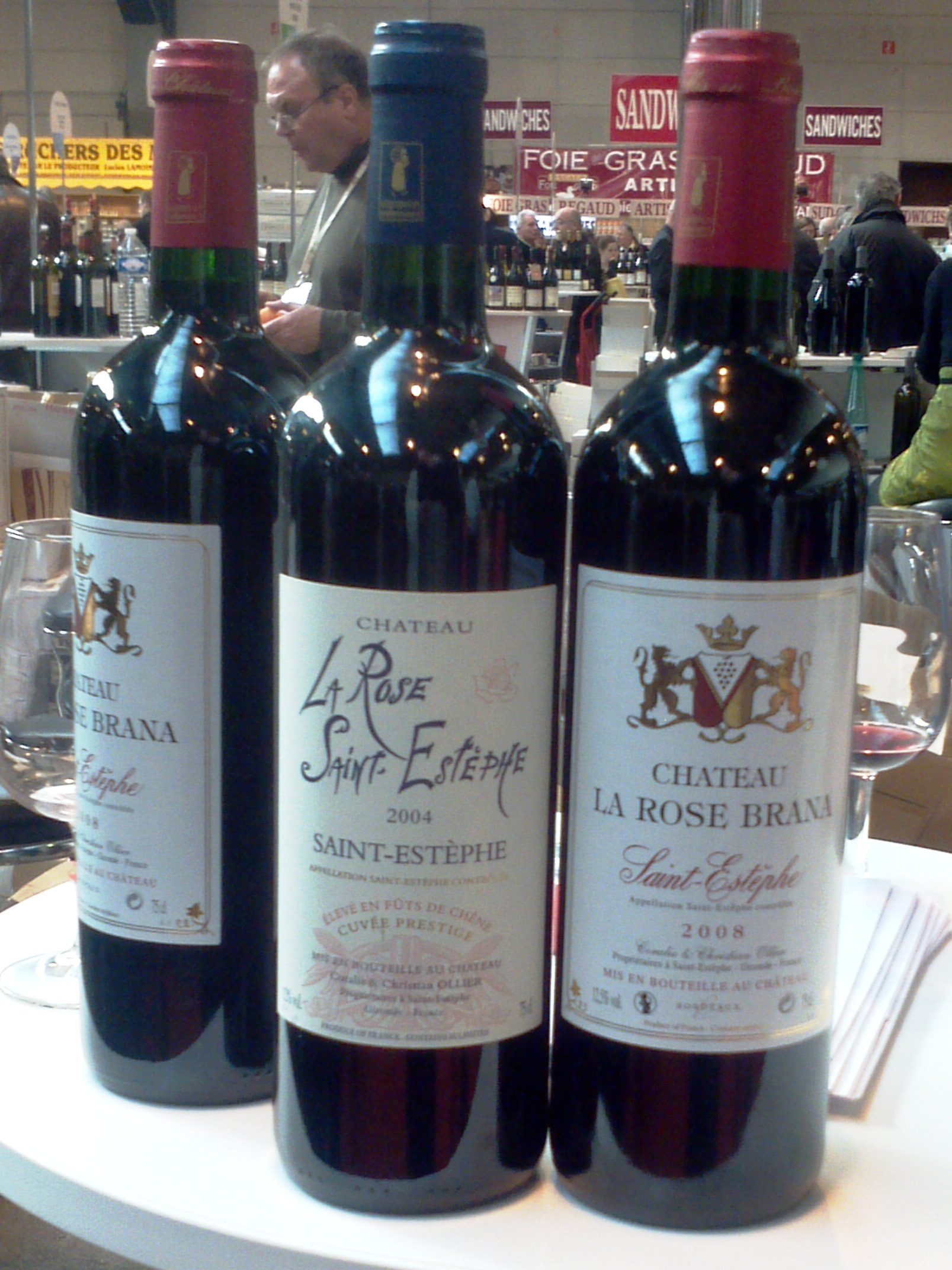
Zwei Erzeugnisse von La Rose Brana auf der Straßburger Weinmesse 2012

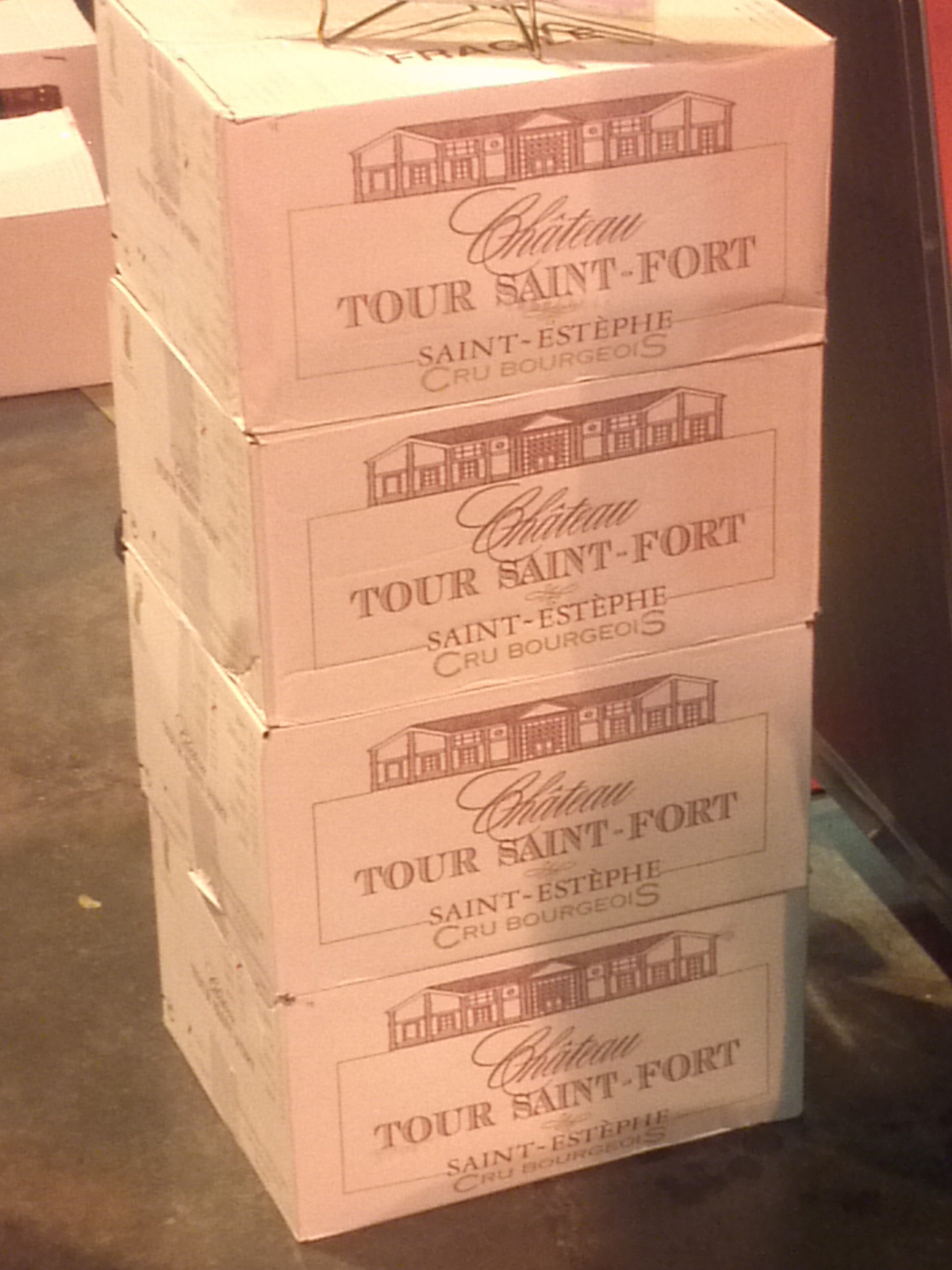
Weinkartons von Château Tour Saint-Fort auf der Straßburger Weinmesse 2012

In der westlich von Blanquet liegenden Domäne, L’Hôpital de Mignot, die zufälligerweise den gleichen Namen wie ein Krankenhaus nahe Versailles trägt, sind drei Weingüter beheimatet. Die Domäne liegt an der Gemeindegrenze von Cissac. Der Ursprung des Namens stammt von einem Hospital des Heiligen Johannes zu Jerusalem, der hier eine Kapelle gebaut hatte, um Pilger und Reisende zu beherbergen. Auf einem lithologisch komplexen Terroir, der aus gut ausgebildet sandigem Lehm-Mergel und Ton des Oligozän steht, liegt darunter massiver Kalkstein neben Flächen mit Mergel und Kalk, tonigen Kalksteinen oder Sandboden in Tallage.
- Château Coutelin-Merville (26 Hektar, 50 % Merlot, 25 % Cabernet Sauvignon, 20 % Cabernet Franc, 5 % Petit Verdot)
- Château Haut-Laborde (5,7 Hektar, 75 % Cabernet Sauvignon, 25 % Merlot)
- Château Martin (28,5 Hektar, 70 % Cabernet Sauvignon, 20 % Merlot, 8 % Petit Verdot, 2 % Cabernet Franc)

Außerhalb der Ortslage liegt das nicht als Cru Bourgois classifizierte
- Château Tour de Coutelin (1,75 ha).

In zentraler Lage innerhalb des Weinbaugebietes befindet sich Leyssac. Es ist der zweite wichtige Ortsteil der Gemeinde und hat mit eigener Schule, Läden, Kapelle und Dorffest Saint-Estèphes Vorherrschaft sogar zeitweise streitig gemacht. Das Dorf liegt auf einem kiesigen Boden mit Lehm und Kalk. Die Chateaux dieses großen Dorfes sowie eine genossenschaftliche Kellerei sind:
- Château Clauzet (23 Hektar, 55 % Cabernet Sauvignon, 40 % Merlot, 3 % Petit Verdot, 2 % Cabernet Franc)
- Château La Commanderie (16,5 Hektar, 55 % Merlot, 45 % Cabernet Sauvignon)
- Château La Haye (11 Hektar, 45 % Cabernet Sauvignon, 42 % Merlot, 8 % Petit Verdot, 5 % Cabernet Franc)
- Château La Rose Brana (32 Hektar, 55 % Cabernet Sauvignon, 45 % Merlot), Zweitweine: La Rose Saint-Estèphe, Château Rocher Coutelin
- Château L'Argilus du Roi (5 Hektar, 50 % Merlot, 40 % Cabernet Sauvignon, 5 % Petit Verdot, 5 % Cabernet Franc). Zweitwein: Gros Caillou
- Marquis de Saint-Estèphe (41,5 Hektar, 60 % Cabernet Sauvignon, 40 % Merlot). Zweitwein: Château Léo de Prades
- Château Plantier Rose (9,5 Hektar, 62 % Cabernet Sauvignon, 30 % Merlot, 8 % Petit Verdot)
- Château Pomys (12 Hektar, 60 % Cabernet Sauvignon, 30 % Merlot, 10 % Cabernet Franc). Als Besonderheit gilt der Vin Rosé „Fleur de Poumeys“
- Château Saint-Estèphe, S.A. Arnaud (13 Hektar, 55 % Cabernet Sauvignon, 35 % Merlot, je 5 % Petit Verdot, Malbec, Cabernet Franc u. a.)

Etwas westlich von Leyssac liegt der Weiler Brame-Hame. Diese Bezeichnung kommt aus dem Gaskonischen, bedeutet „Weine-vor-Hunger“ und erinnert an die Zeit, in der große Hungersnot im Dorf herrschte. Das Weingut hat den gleichen Namen,
- Château Brame Hame (0,5 Hektar, 60 % Merlot, 40 % Cabernet Sauvignon). Noch weiter westlich folgen bis zur Gemeindegrenze nach Vertheuil die Weiler Laujac, Pradines, Troupian und Lavillotte, wo Höhen von bis zu 60 Metern erreicht werden. Westsüdwestlich von Laujac ist ein Steifen mit Wald, der vom AOC-Bereich ausgenommen ist, obwohl er von den Bodenverhältnissen zum Weinanbau geeignet wäre. Der Boden besteht hier aus Kalk (nördlich ausgerichteter Weinberge) und Ton-Sand-Gemisch (südlich). Insbesondere die Weinberge von Tour Saint-Fort, die nach Norden hin gelegen sind, stehen auf Kalkboden. Nicht selten sind zwischen den Rebzeilen Fossilfunde zu machen:
- Château Tour Saint-Fort (14,2 Hektar, 65 % Cabernet Sauvignon, 20 % Merlot, 15 % Petit Verdot). Zweitwein: Baron d'Estours
- Château Remandine (3,6 Hektar, 60 % Cabernet Sauvignon, 40 % Merlot)
- Château Lavillotte (11 Hektar, 67 % Cabernet Sauvignon, 30 % Merlot, 3 % Petit Verdot), Zweitweine: Domaine de la Ronceray, Château Le Meynieu
- Château De Côme (7 Hektar, 50 % Cabernet Sauvignon, 50 % Merlot)

### Der Nordwesten
Nördlich anschließend befindet sich im Weiler Aillan das Weingut
- Château Serilhan (12 Hektar, 55 % Cabernet Sauvignon, 37 % Merlot, 8 % Cabernet Franc). Zweitwein: Château Moutinot und Château Real. Im Ort existieren vier Quellen bzw. Brunnen, von denen drei dem Lavoir zugeführt sind. Zwischen Aillan und Pez liegt die Gemarkung l’Hereteyre. Während Aillan lediglich über ein Château verfügt, gibt es in Pez, deren Wein in l’Hereteyre wächst, deren vier: Petit-Bocq, de Pez, Les Ormes de Pez und Tour de Pez. Das Wort l’Hereteyre entstammt dem Gaskonischen und bedeutet „Eisenstein“, das Wort Pez kommt vom römischen Pes mit der Bedeutung Fuß. Die Basis für den Weinbau in l’Hereteyre bilden kiesige Böden sowie tonhaltige Kalksteine-Verwitterungssedimente.
- Petit-Bocq (18 Hektar, 50 % Merlot, 48 % Cabernet Sauvignon, 2 % Petit Verdot)
- de Pez (38 Hektar, 45 % Cabernet Sauvignon, 45 % Merlot, 7 % Cabernet Franc, 3 % Petit Verdot)
- Les Ormes de Pez (40 Hektar, 50 % Cabernet Sauvignon, 33 % Merlot, 10 % Cabernet Franc, 2 % Petit Verdot)
- Tour de Pez (32 Hektar, 52 % Merlot, 40 % Cabernet Sauvignon, je 4 % Cabernet Franc und Petit Verdot); Zweitweine: Les Hauts de Pez, Tour de Pez und Les Hauts de Tour de Pez

Der nördlich von Pez gelegene Ort Saint-Corbian liegt als einziger Weinbauort in Saint-Estèphe nicht unmittelbar zusammenhängend an anderen Weinbergen, sondern ist durch den Kanal Chenal de Calon von ihnen getrennt. Der hier anzutreffende Streifen mit kiesigen Böden von sandigem Kies und tonigem Kalkstein erstrecken sich bis zum über fünf Kilometer entfernten Saint-Germain-d’Esteuil. Die Ortschaft mit gut eintausend Einwohnern war vermutlich bereits eine gallo-römische Stätte; heutzutage findet man jedoch dort nur noch eine Quelle und einen antiken Taubenschlag. Die hier ansässigen Weingüter sind:
- Tour des Termes (25 Hektar, 60 % Merlot, 25 % Cabernet Sauvignon, 10 % Cabernet Franc, 5 % Petit Verdot); Zweitweine: Préface de Tour des Termes, Château Saint-Corbian und Château Haut-Baradieu
- Beau-Site Haut-Vignoble (19,5 Hektar, 55 % Cabernet Sauvignon, 40 % Merlot, 5 % Petit Verdot)
- Haut-Coteau (19,5 Hektar, 40 % Cabernet Sauvignon, 40 % Merlot, 20 % Cabernet Franc)
- Beau-Site (25 Hektar, 70 % Merlot, 24 % Cabernet Sauvignon, 4 % Cabernet Franc, 2 % Petit Verdot); Zweitwein: Château Haut-Vignoble Seguin
- (ganz im Norden) Le Boscq (18 Hektar, 60 % Merlot, 27 % Cabernet Sauvignon, 10 % Petit Verdot, 3 % Cabernet Franc); Zweitwein: Héritage de Le Boscq

### Der Nordosten
Die unmittelbar westlich der Ortschaft Saint-Estèphe gelegene Gemarkung ist Calon, dessen Geschichte auf eine antike Ansiedlung zurückgeht. Hier ist der Sitz von
- Château Calon-Ségur (55 Hektar, 62 % Cabernet Sauvignon, 37 % Merlot, 1 % Petit Verdot). Der Name Calon leitet sich von der gaskonischen Bedeutung „kleine Boote aus Holz“ ab. Es ist anzunehmen, dass diese Bezeichnung aus der Zeit stammt, als die großen Sümpfe mithilfe des heute unmittelbar nördlich verlaufenden Kanals schiffbar gemacht wurden. Das Adelshaus von Calon war im Mittelalter eine wichtige Festung. Bereits im 17. Jahrhundert hat die wohlhabende Familie von Ségur ihren Namen in der Geschichte dieses Weines mit dem Beinamen „der Prinz der Reben“ gefestigt. Vorreiter war unter anderem Alexandre de Ségur, der unter anderem bei Lafite und Latour gewirkt hat. Das alte Gebäude und seine Weinberge liegen geschützt durch lange Steinmauern auf und welligen, kiesigen Böden; ein außergewöhnlicher Ort in der Nähe des Dorfes Saint-Estèphe. Heute existiert der alte Ort, von dem es heißt, er hätte aus bis zu 50 Häusern bestanden, nicht mehr. Die Kirche wurde im 18. Jahrhundert abgetragen.

Um Saint-Estèphe herum unterscheidet man fünf Gemarkungen: Garamey, Lacroix, Picard, Canteloup und Fontaugé:
- Château Valrose (5 Hektar, 50 % Cabernet Sauvignon, 50 % Merlot)
- Château Domeyne (8,5 Hektar, 40 % Cabernet Sauvignon, 60 % Merlot); Zweitwein: Château Saget
- Château Haut-Beauséjour (20 Hektar, 52 % Cabernet Sauvignon, 40 % Merlot, 8 %Malbec)
- Château Picard (8,25 Hektar, 85 % Cabernet Sauvignon, 15 % Merlot); Zweitwein: Family Reserve Saint-Estèphe
- Château Bel-Air (5 Hektar, 70 % Cabernet Sauvignon, 20 % Merlot, 5 % Cabernet Franc, 5 % Petit Verdot); Zweitwein: Château Les hauts de Baradiou
- Château Capbern Gasqueton  (38 Hektar, 62 % Cabernet Sauvignon, 37 % Merlot, 1 % Petit Verdot)